# جاستن بوتشولز
جاستن بوتشولز (بالإنجليزية: Justin Buchholz) هو فنان قتال مختلط أمريكي، ولد في 22 أغسطس 1983 في فيربانكس في الولايات المتحدة.

## وصلات خارجية
- جاستن بوتشولز على موقع يو إف سي (الإنجليزية)
- جاستن بوتشولز على موقع شيردوغ (الإنجليزية)
- جاستن بوتشولز على موقع IMDb (الإنجليزية)